# Neoplatyura tasmanica
Neoplatyura tasmanica är en tvåvingeart som först beskrevs av Edwards 1929.  Neoplatyura tasmanica ingår i släktet Neoplatyura och familjen platthornsmyggor. Inga underarter finns listade i Catalogue of Life.